# Scaloro degli Uberti
Scaloro degli Uberti junior (fine XIII secolo – Assoro, 1351) fu conte di Assoro e barone di Gatta, Condrò durante il Vespro siciliano.

## Biografia
Scaloro figlio di Giovanni appartenne a una nota famiglia ghibellina originaria di Firenze, quella degli Uberti, che faceva allora parte della cosiddetta «fazione latina». Le prime notizie storiche, si hanno nel 1296 quando la corte aragonese assegna al «miles» Scaloro degli Uberti il feudo di Asaro (oggi Assoro) su cui ebbero il titolo di conte dal 1337, privilegio che confermò Federico III d'Aragona nel 1299. A seguito degli scontri fra le fazioni nel 1340, Scaloro venne accusato di tradimento e subì l'esposprio delle proprietà e del feudo di Assoro che fu assegnato a Giovanni d'Aragona duca di Randazzo. Scaloro riottenne i feudi dopo il 1347, grazie ad un atto di clemenza del re Federico IV d'Aragona. Nel 1351 Scaloro degli Uberti si sollevò nuovamente asserragliandosi nel castello che però venne espugnato dagli aragonesi. Scaloro perirà durante l'assedio del castello. Il successore e figlio Giovanni perirà durante la sollevazione contro Martino I di Sicilia. La figlia Anna sposò il feudatario di Camastra, Martino Sosa, discendente della famiglia Sosa, il figlio Andrea sposò Limburga, discendente della famiglia Del Carretto, i feudi da lui ereditati passarono alla nobile famiglia Montaperto.